# قلعه علی‌آباد پیشکوه
قلعه علی‌آباد پیشکوه مربوط به دوران‌های تاریخی پس از اسلام است و در شهرستان تفت، روستای علی‌آباد پیشکوه واقع شده و این اثر در تاریخ ۱۰ خرداد ۱۳۸۲ با شمارهٔ ثبت ۹۱۳۱ به‌عنوان یکی از آثار ملی ایران به ثبت رسیده‌است.